# Drágszél
Drágszél è un comune dell'Ungheria situato nella contea di Bács-Kiskun, nell'Ungheria meridionale di 362 abitanti (dati 2009).

## Società

### Evoluzione demografica
Secondo i dati del censimento 2001 il 98,4% degli abitanti è di etnia ungherese, è presente una minoranza di etnia tedesca.